# Can Peixauet metróállomás
Can Peixauet egyike a Spanyolországban található barcelonai metró metróállomásainak.

## Metróvonalak
Az állomást az alábbi metróvonalak érintik:
- 9-es metróvonal

## Kapcsolódó állomások
Az állomáshoz az alábbi állomások vannak a legközelebb:
- Santa Rosa (Can Zam, 9-es metróvonal)
- Bon Pastor (Sagrera, 9-es metróvonal)